# Chikkaballapur
Chikkaballapur (auch: Chik Ballapur, Chickballapur, Chikballapur, Chikkaballapura; Kannada: ಚಿಕ್ಕಬಳ್ಳಾಪುರ Cikkabaḷḷāpura [tʃikːʌbʌɭːɑːpurʌ]) ist eine Stadt im südindischen Bundesstaat Karnataka mit rund 64.000 Einwohnern (Volkszählung 2011). 
Chikkaballapur liegt im Südosten Karnatakas unweit der Grenze zum Nachbarbundesstaat Andhra Pradesh 56 Kilometer nördlich der Hauptstadt Bengaluru. Die Stadt ist Verwaltungssitz des Distrikts Chikkaballapur.
Chikkaballapur liegt im südlichsten Teil des Dekkan-Hochlandes auf einer Höhe von über 900 Metern über dem Meeresspiegel unweit der Nandi Hills. Der Name der Stadt bedeutet auf der lokalen Sprache Kannada „Klein-Ballapur“. Der Namenszusatz dient der Unterscheidung von der nahegelegenen Stadt Doddaballapur („Groß-Ballapur“). Dank den nationalen Fernstraße NH 7 verfügt die Stadt über eine gute Verkehrsverbindung nach Bengaluru.
Nach der Volkszählung 2011 hat Chikkaballapur 63.652 Einwohner. 74 Prozent der Bevölkerung sind Hindus, 23 Prozent sind Muslime und 2 Prozent Christen. Kannada, die Hauptsprache Karnatakas, wird in Chikkaballapur nach der Volkszählung 2001 nur von einer relativen Mehrheit von 37 Prozent der Bevölkerung als Muttersprache gesprochen. Daneben gibt es eine große Anzahl von Sprechern des Telugu, der Sprache des Nachbarbundesstaates Andhra Pradesh, die 35 Prozent der Bevölkerung ausmachen. Unter den Muslimen ist zudem Urdu (25 Prozent) verbreitet. Eine kleinere Minderheit spricht Tamil (2 Prozent).

## Persönlichkeiten
- Ashwini K. P. (* 1986), Politikwissenschaftlerin, Hochschullehrerin und Menschenrechtsexpertin